# Erik Schmidt (balonmanista)
Erik Schmidt (Maguncia, 28 de diciembre de 1992) es un jugador de balonmano alemán que juega de pívot en el AEK Atenas. Es internacional con la selección de balonmano de Alemania.
Con la selección ganó la medalla de oro en el Campeonato Europeo de Balonmano Masculino de 2016.

## Palmarés

### Füchse Berlin
- Copa EHF (1): 2018

### Kadetten Schaffhausen
- Copa de Suiza de balonmano (1): 2021

## Clubes
- TV Groß-Umstadt (2010-2012)
- TSG Friesenheim (2012-2015)
- TSV Hannover-Burgdorf (2015-2017)
- Füchse Berlin (2017-2019)
- SC Magdeburg (2019-2020)
- Kadetten Schaffhausen (2020-2022)
- HSG Wetzlar (2022-2024)
- AEK Atenas (2024- )